# Onafhankelijkheid of de Dood
Onafhankelijkheid of de Dood (Portugees: Independência ou Morte) is de naam van een schilderij uit 1888 van de Braziliaanse kunstenaar Pedro Américo. Het schilderij beeldt het moment uit dat de latere keizer Peter I in 1822 aan de oever van de rivier Ipiranga de onafhankelijkheid van Brazilië uitriep. Het schilderij wordt ook wel Grito do Ipiranga ('de Schreeuw aan de Ipiranga') genoemd.
Het schilderij is besteld door de keizerlijke familie, voor het Museum van de Ipiranga (Museu do Ipiranga, het huidige Museu Paulista) dat zij bezig waren op te richten. Het doel was om de monarchie te verheerlijken. Américo voltooide het schilderij in 1888 in Florence, 66 jaar na de gebeurtenis.
Het werk lijkt sterk op het schilderij 1807, Friedland uit 1875 van de Franse kunstenaar Ernest Meissonier. Américo is hierdoor wel van plagiaat beschuldigd. Volgens andere bronnen heeft hij het werk van Meissonier pas na het voltooien van Onafhankelijkheid of de Dood gezien.
Er zijn verschillende elementen in het schilderij die afwijken van de werkelijke gebeurtenis:
- Peter I gebruikte geen paarden, maar ezels en muildieren.
- Hij had maar weinig soldaten bij zich.
- Peter I en zijn soldaten droegen geen gala-uniformen.
- Op het schilderij staat een huis dat pas in 1884 gebouwd is.
- De rivier Ipiranga is op de verkeerde plaats afgebeeld.
- Pedro Américo heeft zichzelf als een van de soldaten afgebeeld.
- In werkelijkheid was Peter I moe en had hij last van diarree.